# Люксембурзький філармонічний оркестр
Люксембурзький філармонічний оркестр (люксемб. Lëtzebuerger philharmoneschen Orchester, фр. Orchestre philharmonique du Luxembourg, нім. Philharmonisches Orchester Luxemburg, скорочено OPL) — національний симфонічний оркестр Люксембургу, що базується в столиці країни місті Люксембурзі.
Був заснований диригентом і композитором Анрі Пенсі в 1933 році. Він же став першим музичним керівником оркестру. Спочатку він називався Великим оркестром Люксембурзького радіо RTL (фр. Grand orchestre symphonique de RTL) і існував на кошти радіо RTL. Однак в 1995 році керівництво радіо вирішило припинити фінансування оркестру. Щоб оркестр не припинив своє існування, уряд Люксембургу створив фонд імені його засновника Анрі Пенсі, з якого він фінансується в даний час.
Основними концертними майданчиками виступів оркестру протягом довгого часу були Великий театр міста Люксембурга і зал Люксембурзької консерваторії. З 2005 року новою базою оркестру став концертний зал Люксембурзької філармонії імені Великої герцогині Жозефіни Шарлотти, побудований в люксембурзькому кварталі Кірхбург.
Серед найзначніших записів оркестру — повні зібрання симфонічних творів Яніса Ксенакіса і Моріса Оана, музика балету Габріеля П'єрне «Сідаліза і козлоногим», твори Гі Ропарца, Ернеста Блоха та інших.

## Музичні керівники
- Анрі Пенсі
- Карл Меллес
- Луї де Фроман
- Леопольд Хагер (1981 -1996)
- Девід Шеллон (1997-2000)
- Бромуел Тові (2002-2006)
- Еммануель Крівін (з 2006)